# 13705 Llapasset
13705 Llapasset (1998 QJ2) là một tiểu hành tinh vành đai chính.